# メタン菌

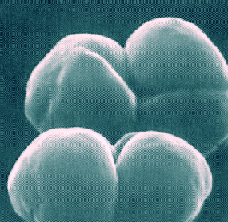
常温性のメタン菌Methanosarcina barkeri

メタン菌（メタンきん、Methanogen）とは嫌気条件でメタンを合成する古細菌の総称である。英語ではmethanogenというように、正確な邦訳はメタン生成菌である。メタン生成古細菌とも呼ばれる。動物の消化器官や沼地、海底堆積物、地殻内に広く存在し、地球上で放出されるメタンの大半を合成している。分類上は全ての種が古細菌ドメインのユーリ古細菌に属しているが、系統樹上、ユーリ古細菌門の中では様々な位置にメタン菌種が分岐しており、起源は古いと推測される。35億年前の地層（石英中）から、生物由来と思われるメタンが発見されている。
メタン菌の特徴は嫌気環境における有機物分解の最終段階を担っており、偏性嫌気性菌とはいえ、他の古細菌（高度好塩菌や好熱菌など）とは異なり、他の菌と共生あるいは基質の競合の中に生育している。ウシの腸内（ルーメン）や、数は少ないものの人の結腸などにも存在し、比較的身近な場所に生息する生物として認知されている。また、汚泥や水質浄化における応用等も試みられている。
かつてはメタン生成細菌と呼ばれていたこともあったが、古細菌に分類されるに伴い、現在は使われない。

## メタン生成の基質
メタン菌は極めて広範な環境に生育するが、メタン生成によるエネルギー獲得の基質はそれほど多様ではない。一般的なメタン菌の生育基質は、二酸化炭素である。
しかし、この他にも多様な炭素源をメタンへと変換できるメタン菌も何種類か存在する。例えば、Methanosarcinacea綱のメタン菌は、一酸化炭素、酢酸、メタノール、メタンチオール、メチルアミンなどを用いることができ、油井から分離された Methanolobus siciliae などはジメチルスルフィドを資化できる。また、 Methanogenium organophilum は、第一級アルコールであるエタノールや1-プロパノールを利用できる。かつては、Methanobacterium omelianskii がエタノールからメタンを生成できると考えられていたが、これは後に細菌であるS菌（エタノールを水素と二酸化炭素に分解する）との共生系であり、今では Methanobacterium bryantii と名前が変更されている。また、第二級アルコール（イソプロパノール、シクロペンタノール、2-ブタノールなど）を電子供与体として利用するものやメトキシ基芳香族化合物を利用するものもいる。

## 基質の競合と共生
メタン菌がメタン生成基質として利用する水素と酢酸は自然環境における基質として非常に重要である。そのため、嫌気環境においては幾つかの細菌とメタン菌は競合関係にある。また、低級脂肪酸を分解して酢酸を生成する細菌と共生しているケースもあり、この点で古細菌といえども高度好塩菌や好熱性古細菌とは異なっている。
水素は嫌気性細菌の有機酸を電子供与体とした脱水素反応の産物である。またヒドロゲノソームを有する、カビや原生動物などからも水素は発生する。深海熱水噴出孔などからも地球科学的に水素は発生しているが、そのような特殊環境を除けば嫌気的な環境からは水素が発生していると考えてよい。酢酸は、上に述べたように低級脂肪酸からの分解を含む発酵の最終段階の反応であり、発酵で得られるエネルギーとしては最も多い（グルコースから発酵が進んだ場合、pH 7 においてモルあたりΔG0' = −946 kJ/mol）。
水素と酢酸を利用する他の生物としては、二価鉄を電子受容体として生育する鉄細菌、硫酸イオンを電子受容体として生育する硫酸還元菌（硫酸塩呼吸）、そして水素と炭酸塩から酢酸を生成する酢酸生成菌がいる。モルあたりのエネルギー獲得量をそれぞれ以下に記す。
- 鉄細菌
  - 水素を電子供与体とした時：ΔG0’ = −914 kJ/mol
  - 酢酸の時：ΔG0’ = −809 kJ/mol
- 硫酸還元菌
  - 水素の場合：ΔG0’ = −152 kJ/mol
  - 酢酸の場合：ΔG0’ = −47 kJ/mol
- メタン菌
  - 水素の場合：ΔG0’ = −135 kJ/mol
  - 酢酸の場合：ΔG0’ = −31 kJ/mol

したがって、効率は鉄細菌が特に優れており、電子受容体として鉄が存在する場合は鉄細菌が優占する。同様に硫酸イオンが存在する場合は硫酸還元菌が優占する。鉄も硫酸イオンも無い環境で、水素が豊富な環境で初めてメタン菌が増殖可能となる。ただし、細菌類、原虫とメタン菌が共生する場合はこの限りでない。
共生の場合は嫌気条件下における嫌気性細菌の有機酸分解の効率が低いことを考える。例えば低級脂肪酸を嫌気的に分解すると以下の反応式となる。
{\displaystyle {\ce {CH3CH2CH2COO^-\ + 2H2O -> 2CH3COO^-\ + H^+\ + 2H2}}}
この反応の標準自由エネルギー変化は ΔG0’ = +48.3 kJ/mol と吸エルゴン反応であり、酢酸や水素の濃度を下げない限りは起こりえない反応である。そこで、メタン菌の以下の反応により上記の反応を進行させる。
{\displaystyle {\ce {CH3COO^-\ + H2O -> CH4\ + HCO3^-}}} (ΔG0’ = −31 kJ/mol)
{\displaystyle {\ce {4H2\ + HCO3^-\ + H^+ -> CH4\ + 3H2O}}} (ΔG0’ = −135 kJ/mol)（水素資化）
メタン菌の水素資化の式と上記の脂肪酸分解の式とをまとめると、以下のようになる。
{\displaystyle {\ce {2CH3CH2CH2COO^-\ + 2H2O\ + CO2 -> 4CH3COO^-\ + 2H^+\ + CH4}}}
この式の標準自由エネルギー変化を求めると、まず脂肪酸分解の +48.3 kJ/mol は2モル分で +96.6 kJ/mol、そこへ水素資化の −135 kJ/mol を合わせ、ΔG0’ = −38.4 kJ/mol となる。ゆえに発エルゴン反応となり、共生関係が成り立つ。

## 分布
自然界の幅広い生理条件(温度、pH、NaCl濃度)の嫌気的環境に分布。具体的には湖沼、水田、海洋、ルーメン、シロアリ後腸など。至適増殖温度に関しては最低が 15 ℃ (Methanogenium frigidum)、最高が 105 ℃ (Methanopyrus kandleri Strain 116) である。淡水からも多くのメタン菌は分離されているが、高度好塩性のメタン菌としては Methanohalobium evestigatum（至適増殖NaCl濃度 4.3 M）がある。
また、メタン菌の生育環境によって他の生物との相互関係により利用基質が変化する。メタン菌の生育場所として以下の4環境をあげて説明を行う。
1. 淡水の堆積物中（嫌気消化槽、湖沼、水田）
2. 海洋
3. ルーメン
4. シロアリ後腸

### 淡水堆積物中
淡水堆積物は発酵性真正細菌の働きが活発であり、硫酸イオンに乏しい。そのため、有機物はほとんど二酸化炭素、ギ酸、酢酸にまで分解される。また有機酸を電子供与体として水素も発生するので、メタン菌の生育の場としては理想的である。特に、淡水中では酢酸の量が多く、淡水で発生するメタン生成の60%は酢酸、40%は水素、二酸化炭素経由である。
多くのメタン菌が湖沼や嫌気消化槽から分離されているものの、潜在的なメタン発生源となっているとされる水田から分離された種は多くなく、Methanobacterium spp.や Methanoculleus spp. などが知られるだけである。これは、水田土壌が農閑期に乾燥状態に置かれるため、偏性嫌気性のメタン菌の中では特に酸素耐性が高い種が優勢になり、分離される率が高いからだという説もある。しかし最近では、RICEクラスターと言われる難培養性の水田由来のメタン菌が多く分離されている。

### 海洋
海洋中では硫酸イオンが豊富に存在するために、堆積物中で発生する水素、ギ酸、酢酸はほとんどが硫酸還元菌によって消費される。そのため、それ以外の基質（例えばメチルアミン、硫化ジメチルなど）を持ってメタン菌が生育する。硫化ジメチルは 2 μM 以下の低濃度だと硫酸還元菌が用いるが、高濃度ではメタン菌(Methanolobus属)が優先的に利用する。

### ルーメン
腸内で発酵によって生じる酢酸やプロピオン酸は腸によって吸収される。したがって、それ以外の基質である水素と二酸化炭素およびギ酸がルーメンでは利用される。発生するメタンのうち80%は水素-二酸化炭素由来、20%はギ酸由来である。

### シロアリ後腸
シロアリ後腸でもルーメンと同じように酢酸はシロアリに吸収される。したがって水素-二酸化炭素を利用するところだが、シロアリの種類によっては水素-二酸化炭素より酢酸生成菌が酢酸を生成する。自由エネルギー変化は酢酸生成系のほうが低い(ΔG0’ = -105 kJ/mol)が、シロアリ腸内では酢酸生成菌が優占種となるケースが多い。

## 分類

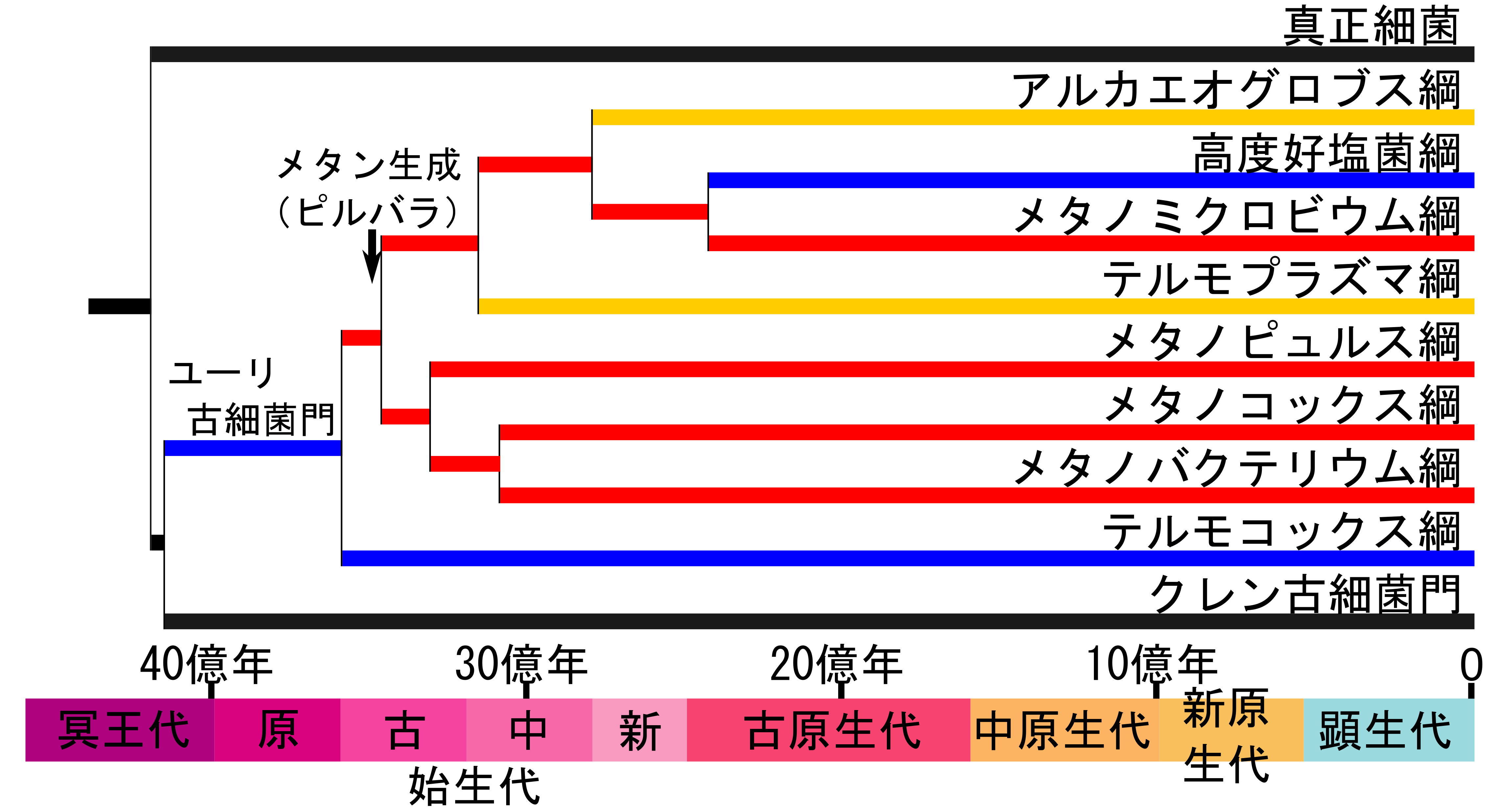
ユーリ古細菌の系統樹。赤線がメタン菌より構成される綱、オレンジ線がメタン菌を一部含む、またはメタン生成経路を持つ種を含む綱、青線がその他のユーリ古細菌、黒線がその他の生物。矢印はピルバラから発見されたメタンの生成年代。

メタン菌の分類に関しては国際メタン生成菌分類小委員会によって1988年に基準が設定されている。以下に最小基準を列記する。
1. 分離生成の確認（純粋性の証明）
2. 形態
3. 界面活性剤感受性
4. グラム染色
5. 運動性
6. コロニー形態
7. メタン生成基質
8. メタン生成の確認
9. 増殖速度
10. 増殖条件（培地の条件：温度、pH、NaCl濃度等）
11. GC含量

これら以外にも、推奨される基準としては以下のようなものがあげられている。
1. 電子顕微鏡写真
2. 免疫蛍光
3. 脂質分析
4. 全タンパク質（二次元電気泳動）
5. 16S rRNA系統解析あるいはDNA-DNA分子交雑法

メタン菌より構成されるのは、メタノバクテリウム綱、メタノコックス綱、メタノミクロビウム綱、メタノピュルス綱の4綱である。2013年にはテルモプラズマ綱の中にメタン生成を行うものが発見された。いずれもユーリ古細菌である。
一方、2015年には、オーストラリアの海底炭層帯水層に含まれていたバチ古細菌門のゲノムから、メタン生成経路が発見された。バチ古細菌門はTACK上門やプロテオ古細菌界と呼ばれるグループに属しており、メタン菌の起源がユーリ古細菌分岐以前にさかのぼる可能性が出ている。

## 応用
主にメタンガスを得るバイオリアクターとしての応用が盛んで、エネルギー獲得型廃水処理に用いられている。メタン生成経路は必然的に嫌気性生物処理となり、活性汚泥法など好気性生物処理と比較すると、次のような特徴を持つ。
1. 炭素がメタンガスとなるため、余剰汚泥発生率が低い。また、消化汚泥は安定化され腐敗しにくい。
2. 曝気装置が不要。ただし、攪拌装置としてガス撹拌ブロワを利用する場合がある。
3. 燃料として利用可能な、バイオガスが得られ（利用には、硫化水素やシロキサンを除去する必要がある）
4. 滞留時間が長く、極端な還元状態に保たれるため、ほとんどの病原体が死滅する
5. 活性汚泥法でよく問題となる、バルキングが発生しない（別原因による発泡現象が固液分離を妨げることがある）
6. 硫化水素により、有害な重金属イオンが難溶性の硫化物となって固定・分離される
7. メタン生成経路の反応速度が遅いため、滞留時間が長くなり、処理装置の容積が大きくなる
8. 窒素からアンモニアが生じ、pHが高いと毒性を示すほか、難溶性のMAP結晶が装置内に蓄積する
9. 反応維持に必要な有機物濃度が高く、低濃度まで浄化できない。仕上げ工程として好気処理が必要。
10. メタン菌の活性が低下すると、揮発性脂肪酸が大量に残留するため、悪臭が発生する

### 主な利用法
- 排水処理：下水処理場などの嫌気性消化槽や、高濃度有機排水の処理など、含水率95%以上で運用される。
- 廃棄物処理：家畜糞尿などの有機廃棄物をコンポスト化し、ガスも利用する。ドイツで導入例が多く、含水率は90%以上。
- 乾式処理：都市ゴミ（生ゴミと古紙）を高温発酵させる方式。ベルギーやデンマークで開発され、含水率は70%以上。

メタン菌は増殖速度が小さいため、処理水とともに流亡しないよう、菌体保持に工夫をこらした、各種のメタン発酵リアクターが開発されている。
- 嫌気性固定法 (UAFP：upflow anaerobic filter process)
- 嫌気性流動床法 (AFBR：anaerobic fluidized bed reactor)
- 上向流嫌気性汚泥床法 (UASB：upflow anaerobic sludge blanket reactor)

## 地球環境への影響
自然環境から大気中に放出されるメタンは温室効果ガスであり（二酸化炭素の20-30倍の温室効果）、地球温暖化への影響が心配されている。二酸化炭素は現在温暖化の原因として悪名高いが、現状の上昇グラフや温暖化への寄与率を考えると二酸化炭素以外の温室効果ガス（メタンを含む亜酸化窒素、オゾン、フロンなど）が50年後には二酸化炭素の温室効果を上回ると考えられている。
原始地球においてはメタン菌によるメタン放出によって地球大気が暖められ、生命の進化を促したと考えられる。またニッケルが減少した事によりメタン菌の繁殖が抑えられ、メタンの放出が減り藍藻類が登場して大気中の酸素が増え始めたという説もある。
大気中メタンは17世紀以前は一定の量を維持していたが、人口増加や産業革命に伴い増加の一途をたどっている。特にここ50年間で発生量は2倍になっており、これは水田や家畜などの寄与率が大きいと考えられる。メタン菌の関与しているメタン生成量はZinderのデータによると年間3億〜7億トンである。一方、メタン菌非関与の生成量は5千万〜1.5億トンであるからその寄与率の大きさは明らかである。
汚泥の除去など有効利用が行なわれる一方、水田や家畜からのメタン発生の抑制を行なう研究が進行中である。例えば、水田では稲藁をそのまま投入するより、一度発酵させ堆肥として用いたほうがメタン発生を抑制できるとの研究結果もある。

## 生命の進化史におけるメタン菌
メタン菌をはじめ、複数の原核生物が共生することによって真核生物になり、やがて人類へと進化したという説がある。特にメタン菌を真核生物本体の起源とする説を水素仮説という。

## 地球外生命の可能性
大気の成分にメタンが含まれる惑星や衛星が存在し、地球外生命としてメタン菌が存在する可能性がある。事実、初期の原始地球には存在したと考えられ、その子孫が現在のメタン菌であるとされる。

## 歴史
- 1776年 アレッサンドロ・ボルタがイタリア北部マッジョーレ湖にて湖のそこから沸きあがってくる気体をガラス瓶に集め、この気体が燃えることを観察した（メタンの発見）。
- 1783年 アメリカ合衆国のペインやジョージ・ワシントンもボルタと同様の観察を行なった。
- 1868年 パスツール門下のベカンプが微生物によるエタノールの嫌気的分解によりメタンが発生することを確認した。
- 1875年〜1900年 メタン生成はルーメン内でのセルロースの分解と関係の無いことが明らかにされた。
- 1910年 バイヤーリンク門下のゼーンゲンによって幾つかのメタン菌が観察される。
- 1936年 バーカーが寒天亀裂培養法によってメタン菌純粋分離法を確立した（ただし当時分離されたメタン菌はまだ混合培養状態であったと考えられている）。
- 1947年 シュネーレンによって Methanobacterium formicium と Methanosarcina barkeri が純粋分離される。
- 1950年 フンガーテによって嫌気性菌を大気中で取り扱うガス噴射法、および嫌気性菌のコロニーを寒天上に作らせるロールチューブ法が開発される。
- 1967年 ブライアンによって Methanobacterium omelianskii が M. bryantii と細菌であるS菌の混合培養系であることが明らかにされる。
- 1996年 超好熱性のメタン菌 Methanocaldcoccus(Methanococcus) jannaschii の全ゲノムが解読された[12]